# Super Mario Maker 2
Super Mario Maker 2 – komputerowa gra platformowa, wyprodukowana przez Nintendo i wydana 28 czerwca 2019 na konsolę Nintendo Switch, stanowiąca kontynuację gry Super Mario Maker. Odsłona wprowadza nowy styl poziomów opartych na Super Mario 3D World, a także dodaje nowych wrogów, przedmioty i tryb rozgrywki wieloosobowej.

## Rozgrywka
Podobnie jak poprzednia odsłona, Super Mario Maker 2 to gra platformowa, której główna rozgrywka składa się z tworzenia oraz przechodzenia poziomów zaprojektowanych przez innych graczy oraz kampanii jednoosobowej. Gracze posiadający dostęp do zasobów i obiektów z całej serii Super Mario, mogą wybierać styl wizualny i rozgrywkę kreowanego przez siebie poziomu na wzór poszczególnych gier, w tym Super Mario Bros., Super Mario Bros. 3, Super Mario World, New Super Mario Bros. U, oraz użyć nowego motywu z Super Mario 3D World. W zależności od wybranego stylu, mechanika rozgrywki i zachowania wrogów mogą się od siebie różnić, a niektóre przedmioty oraz elementy otoczenia są wyłączne dla konkretnych pierwowzorów.
Super Mario Maker 2 zawiera więcej przedmiotów i narzędzi do edycji, w tym przedmioty oraz motyw poziomu oparty na Super Mario 3D World, który wyróżnia się na tle pozostałych czterech stylów, zawierając wiele wyjątkowych cech rozgrywki. Gra wprowadza także lokalne i internetowe tryby dla wielu graczy, w tym wspólne projektowanie, umożliwiające jednoczesne tworzenie poziomu dwóm osobom. Kolejną nowością jest przeznaczona dla maksymalnie czterech graczy opcja przechodzenia poziomu online, grając wspólnie lub przeciwko sobie.
Super Mario Maker 2 zawiera również nową opcję kampanii jednoosobowej, znaną jako Story Mode. Historia opowiada o Mario pomagającym odbudować zamek księżniczki Peach. Aby zebrać wystarczającą liczbę monet w celu ukończenia tego zadania, należy przejść ponad 100 poziomów zaprojektowanych przez Nintendo. Podczas rozgrywki gracze będą również otrzymywać dodatkowe zadania od postaci niezależnych.

## Produkcja i wydanie
Super Mario Maker 2 został zaprezentowany podczas wydarzenia Nintendo Direct 13 lutego 2019. Więcej informacji dostarczyła zapowiedź, którą transmitowano 15 maja 2019.

## Odbiór
Gra spotkała się z pozytywnym odbiorem recenzentów, uzyskując średnią z 98 ocen wynoszącą 88/100 według agregatora Metacritic.